# Erwachsene Kinder
Erwachsene Kinder (Originaltitel: Rascals) ist die siebente Folge der sechsten Staffel der US-amerikanischen Science-Fiction-Fernsehserie Raumschiff Enterprise – Das nächste Jahrhundert. Sie wurde in den Vereinigten Staaten über Syndication vermarktet und erstmals am 2. November 1992 auf verschiedenen Fernsehsendern ausgestrahlt. In Deutschland war sie zum ersten Mal am 26. Mai 1994 in einer synchronisierten Fassung auf Sat.1 zu sehen.

## Handlung
Im Jahr 2369 bei Sternzeit 46235.7 kehren Captain Picard, Fähnrich Ro Laren, Guinan und Keiko O’Brien nach einem Ausflug mit einem Shuttle auf die Enterprise zurück. Unerwartet geraten sie dabei in eine Anomalie. Das Shuttle droht auseinanderzubrechen und sie müssen schnell auf die Enterprise gebeamt werden. Der Transport gelingt, doch durch die Anomalie sind sie alle körperlich verändert worden und haben nun das Erscheinungsbild von Zwölfjährigen.
Schiffsärztin Beverly Crusher stellt fest, dass die Veränderung keine Auswirkung auf ihre geistigen Fähigkeiten hatte. Picard beschließt daher, vorerst seinen Dienst wieder aufzunehmen. Da die Enterprise einen Notruf vom Planeten Ligos VII erhalten hat, lässt er sofort einen Kurs setzen und will nur eine Sonde zurücklassen, um die Anomalie genauer zu erforschen. Er muss allerdings feststellen, dass die Brückenbesatzung Schwierigkeiten hat, ihn in seinem aktuellen Zustand als kommandierenden Offizier zu akzeptieren. Zögernd erklärt er sich schließlich bereit, das Kommando vorübergehend an seinen ersten Offizier Will Riker abzutreten.
Auch die anderen hadern mit ihrer plötzlichen Verwandlung. Ro fühlt sich an ihre sehr unglückliche Kindheit in einem bajoranischen Flüchtlingslager erinnert, mit der sie eigentlich abgeschlossen hatte. Keiko O’Brien möchte ihr Alltagsleben eigentlich so fortführen, als ob nichts passiert wäre. Sie muss jedoch feststellen, dass ihr Mann Miles und ihre kleine Tochter Molly große Probleme haben, sie in ihrer verwandelten Form zu akzeptieren. Lediglich Guinan genießt es, noch einmal ein Kind sein zu dürfen.
Die Untersuchung des Transporterunfalls ergibt, dass durch die Anomalie eine bestimmte Gensequenz der Shuttleinsassen beim Beamen nicht erfasst wurde. Ihr Fehlen ist für das jüngere Aussehen verantwortlich. Keiko O’Brien hatte Pflanzen bei sich, die ebenfalls verjüngt wurden. Dr. Crusher beschleunigt ihr Wachstum und sie entwickeln sich normal weiter. Sie schließt daraus, dass auch die vier Besatzungsmitglieder normal altern würden. Da sie von ihnen aber auch Gewebeproben aus der Zeit vor dem Unfall besitzt, könnte es auch möglich sein, ihnen ihr wahres Alter zurückzugeben, indem sie erneut gebeamt werden und dabei die fehlende Gensequenz wieder ergänzt wird. Transporterchief Miles O’Brien ist zuversichtlich, dass dies funktioniert, doch die Umsetzung muss noch etwas warten, denn die Enterprise hat Ligos VII erreicht.
Die Besatzung will dem Grund für den Notruf nachgehen, als sich plötzlich zwei klingonische Kriegsschiffe enttarnen und das Feuer eröffnen. An Bord befinden sich Ferengi, die die Enterprise übernehmen wollen. Sie beamen herüber und überwältigen die Besatzung, doch Riker gelingt es im letzten Moment noch, die Kommandofunktionen des Schiffscomputers zu sperren. Der Anführer der Ferengi, DaiMon Lurin, erklärt, er und seine Leute würden nicht im Auftrag ihrer Regierung, sondern auf eigene Faust handeln. Sie haben zwei ausgemusterte Schiffe der Klingonen erworben und zunächst den wissenschaftlichen Außenposten auf Ligos VII überfallen. Dessen Besatzung wird jetzt gezwungen, in einem Bergwerk zu schuften. Durch einen gefälschten Notruf wurde die Enterprise angelockt. Lurin beabsichtigt, auch deren erwachsene Besatzungsmitglieder in dem Bergwerk einzusetzen und das Schiff selbst zu einem guten Preis an die Romulaner zu verkaufen. Die Kinder will er vorerst an Bord behalten. Er droht Riker, die gesamte Mannschaft zu töten, wenn er nicht kooperiert und den Schiffscomputer freigibt.
Picard, Ro, Guinan und Keiko O’Brien werden von den Ferengi mit anderen Kindern in ein Klassenzimmer gebracht. Dort planen sie die Rückeroberung des Schiffs. Sie wollen ausnutzen, dass die Ferengi nicht sehr zahlreich sind und sich zugleich allzu siegessicher fühlen. Zunächst locken sie einen Wächter mit einem ferngesteuerten Spielzeugauto vom Transporterraum weg. Sie entwenden einige Phaser und errichten ein Kraftfeld um die Transporterplattform. Der junge Alexander Rozhenko ist ihnen außerdem behilflich, Hyposprays mit Betäubungsmittel von der Krankenstation zu holen. Für den letzten Teil ihres Plans brauchen sie allerdings Zugriff auf den Schiffscomputer. Picard gibt sich daher gegenüber seinen Bewachern als Rikers Sohn aus und verlangt, seinen „Vater“ zu sehen. Sie geben schließlich nach und bringen ihn zu Riker. Picard informiert ihn über sein Vorhaben, indem er vorgibt, die Kinder würden sich langweilen und würden gern auf dem Computer im Klassenzimmer einige Spiele spielen. Picard wird zurückgebracht, während Riker einem Ferengi die Bedienung des Schiffscomputers erklären soll. Riker verwirrt ihn allerdings mit frei erfundenem technischem Kauderwelsch, während er zugleich heimlich die Computerkontrolle in Picards Klassenzimmer freigibt. Picard und die anderen können jetzt fortfahren. Nach und nach überrumpeln sie die einzelnen Ferengi, indem sie sie mit den Hyposprays betäuben oder ihnen Kommunikatoren anheften, wodurch der Transporter aktiviert wird und sie auf die Plattform hinter dem Kraftfeld gebeamt werden. Schließlich ist nur noch Lurin übrig und Picard zwingt ihn mit vorgehaltener Waffe, von seinem Stuhl aufzustehen.
Als sich alle Ferengi in sicherem Gewahrsam befinden, kann die Rückverwandlung der vier Verjüngten in Angriff genommen werden. Picard unterzieht sich als erster der Prozedur und erreicht dadurch wieder sein normales Alter. Auch Guinan und Keiko O’Brien werden erfolgreich zurückverwandelt. Lediglich Ro wartet damit noch eine Weile, um für eine kurze Zeit die Erfahrung einer unbeschwerten Kindheit machen zu können.

## Besonderheiten

### Verbindungen zu anderen Star-Trek-Produktionen
In Folge 2.06 (Flucht aus einem anderen Universum) der Zeichentrickserie Die Enterprise aus dem Jahr 1974 wurde erstmals in Star Trek das Phänomen der Verjüngung aufgegriffen. Hier ist die gesamte Besatzung der Enterprise davon betroffen. Sowohl in Flucht aus einem anderen Universum als auch in Erwachsene Kinder wird schließlich der Transporter benutzt, um die Verjüngung rückgängig zu machen.
In Folge 4.16 (Der Streik) von Star Trek: Deep Space Nine aus dem Jahr 1996 werden die Ereignisse aus Erwachsene Kinder noch einmal erwähnt.

### Besonderheiten der deutschen Synchronfassung
Isis J. Jones, die Darstellerin der jungen Guinan, wird hier von Sarah Riedel synchronisiert. Riedel ist die Tochter von Marianne Groß, der Synchronsprecherin von Guinan-Darstellerin Whoopi Goldberg.

## Produktion

### Drehbuch
Die Grundidee zu dieser Folge stammt von Ward Botsford und Diana Dru Botsford. Ihr ursprünglicher Entwurf wurde während der Produktion der fünften Staffel gekauft und anschließend von mehreren Mitgliedern des Autorenteams überarbeitet, unter anderem von Ronald D. Moore, der die Idee von Erwachsenen, die sich in Kinder verwandeln, überhaupt nicht mochte. Auch Jill Sherman Donner trug wesentlich zur Weiterentwicklung der Geschichte bei. In der dritten Drehbuchfassung ist Donner als Co-Autorin genannt. Die finale Drehbuchfassung nennt Moore als alleinigen Autor. In den Credits der Folge selbst sind hingegen Ward und Diana Dru Botsford sowie Michael Piller als Autoren der ursprünglichen Geschichte und Allison Hock als Autorin der Drehbuchfassung genannt.
Laut Jeri Taylor wurden in dieser Folge die Ferengi als Gegenspieler gewählt, da sie die einzige den Zuschauern vertraute Spezies waren, bei der es glaubwürdig wirkte, dass sie sich von vier Kindern überrumpeln lassen.
Am Ende der Folge sind nur Picard und Guinan im rückverwandelten Zustand zu sehen. Das Autorenteam der Serie zog daher zeitweilig in Betracht, dass Ro sich entscheidet, ein Kind zu bleiben. Die Idee wurde aber letztlich verworfen, da ein solcher Schritt als zu drastisch empfunden wurde.

### Regie
Adam Nimoy, der Sohn von Spock-Darsteller Leonard Nimoy, gab hier sein Regie-Debüt.

### Darsteller
Colm Meaney und Rosalind Chao haben hier ihren letzten regulären Auftritt als Miles und Keiko O’Brien in Raumschiff Enterprise – Das nächste Jahrhundert vor ihrem Wechsel in die Spin-off-Serie Star Trek: Deep Space Nine, wo Miles O’Brien zu einer Hauptfigur aufgewertet wurde und Keiko O’Brien weiterhin als wiederkehrende Nebenfigur zu sehen war. Colm Meaney war noch einmal in der finalen Doppelfolge Gestern, heute, morgen zu sehen – allerdings nur in Szenen, die in der Vergangenheit spielen und die Ereignisse des Pilotfilms Der Mächtige / Mission Farpoint wieder aufgreifen.
Molly O’Brien wird hier erstmals von Hana Hatae verkörpert. Dies war Hataes einziger Auftritt in Raumschiff Enterprise – Das nächste Jahrhundert. Sie spielte Molly O’Brien danach noch in elf Folgen von Star Trek: Deep Space Nine.
Isis J. Jones, Darstellerin der jungen Guinan, hatte einige Monate vor der Produktion dieser Folge bereits im Spielfilm Sister Act – Eine himmlische Karriere eine jüngere Version einer von Whoopi Goldberg verkörperten Figur gespielt. Sie hatte darüber hinaus keine weiteren Auftritte in einer Film- oder Fernsehproduktion.
David Tristan Birkin, Darsteller des jungen Jean-Luc Picard, hatte zuvor in Folge 4.02 (Familienbegegnung) von Raumschiff Enterprise – Das nächste Jahrhundert Picards Neffen René Picard gespielt.
Mike Gomez, Darsteller von DaiMon Lurin, hatte zuvor in Folge 1.05 (Der Wächter) von Raumschiff Enterprise – Das nächste Jahrhundert den Ferengi DaiMon Tarr gespielt.
Tracey Walter, Darsteller von Berik, hatte zuvor in Folge 1.05 (Der Wächter) von Raumschiff Enterprise – Das nächste Jahrhundert den Ferengi Kayron gespielt.
Michael Snyder, Darsteller von Morta, hatte zuvor bereits einen Kommunikationsoffizier und Crewman Dax in den Spielfilmen Star Trek IV: Zurück in die Gegenwart und Star Trek VI: Das unentdeckte Land sowie den Ferengi Qol in Folge 5.21 (Eine hoffnungslose Romanze) von Raumschiff Enterprise – Das nächste Jahrhundert gespielt.

## Rezeption
Keith DeCandido bewertete Erwachsene Kinder 2012 auf tor.com als eine ziemlich schlechte Folge von Raumschiff Enterprise – Das nächste Jahrhundert. Der Grundprämisse, dass sich Erwachsene in Kinder verwandeln, konnte er nicht viel abgewinnen, er fand jedoch, dass diese Idee in der ersten Hälfte der Folge einigermaßen gut umgesetzt wurde. Den Kinderdarstellern gelingt es seiner Meinung nach sehr gut, ihre erwachsenen Gegenstücke zu spiegeln. Auch die Probleme auf beruflicher und privater Ebene, die sich durch die Verjüngung ergeben, seien gut gespielt. Insbesondere die Schwierigkeiten für die Familie O’Brien fand DeCandido exzellent gespielt. Mit dem Auftauchen der Ferengi kippt die Folge für ihn allerdings. Dass es ihnen mit wenigen Mann auf zwei ausgemusterten Schiffen gelingt, die Enterprise zu erobern, fand er absolut unglaubwürdig. Ebenso störte ihn, dass alle Teile des Plans zur Rückeroberung voraussetzen, dass sich alle Ferengi möglichst dumm verhalten.
James Whitbrook führte Erwachsene Kinder 2017 auf gizmodo.com in einer Liste der 15 sonderbarsten Folgen von Raumschiff Enterprise – Das nächste Jahrhundert auf Platz 6.
Kayleena Pierce-Bohen führte Erwachsene Kinder 2019 auf screenrant.com in einer Liste der zehn lustigsten Folgen von Raumschiff Enterprise – Das nächste Jahrhundert auf Platz 2.

## Parodien und Anspielungen
In Folge 3.21 (Hauch des Todes) der Serie Heroes von 2009 wird die Folge Erwachsene Kinder erwähnt.